# Simibryocryptella
Simibryocryptella is een monotypisch mosdiertjesgeslacht uit de familie van de Bryocryptellidae en de orde Cheilostomatida. De wetenschappelijke naam ervan is in 1991 voor het eerst geldig gepubliceerd door Alvarez.

## Soort
- Simibryocryptella wiebachi (d'Hondt, 1977)